# Michał Korpal
Michał Stefan Korpal (ur. 14 marca 1854 w Krakowie, zm. 31 marca 1915 w Pelhřimovie) – rzeźbiarz. Był synem kamieniarza i rzeźbiarza Michała Adama (zm. 1863), ojciec rzeźbiarza Aleksandra oraz malarza Tadeusza.

## Życiorys
Początkowo praktykował w zakładzie kamieniarskim Edwarda Stehlika, a w latach 1870–1873 studiował w krakowskiej Szkole Sztuk Pięknych gdzie był uczniem Marcelego Guyskiego. W latach 1874–1880 przebywał we Lwowie, a po powrocie do Krakowa pracował w zakładach kamieniarskich Stehlików i Trembeckich, a następnie w pracowni Walerego Gadomskiego.
Jest autorem grupy „Poloneza czas zacząć” na fasadzie Teatru im. J. Słowackiego w Krakowie, popiersi Mikołaja Kopernika i Jana Kilińskiego w krakowskim magistracie, pomnika papieża Piusa IX w Kościele św. Piotra i Pawła w Krakowie wykonanego wspólnie z Walerym Gadomskim, popiersia na ulicy Lubicz 34, figur Zygmunta Augusta i Jana III Sobieskiego w Parku Strzeleckim. Jest również współautorem pierwszych 45 rzeźb znajdujących się w Parku Jordana wykonanych wspólnie z Alfredem Daunem. Ponadto jest autorem licznych nagrobków na cmentarzu Rakowickim, np. Chrystus na grobie Jordanów, Krakowskie pacholę na grobie Adama Staszczyka oraz Anioł budzący zmarłą z 1889 na grobie Fabiańskich.
Pochowany został na cmentarzu Rakowickim w Krakowie, w kwaterze XXIb. 

## Prace

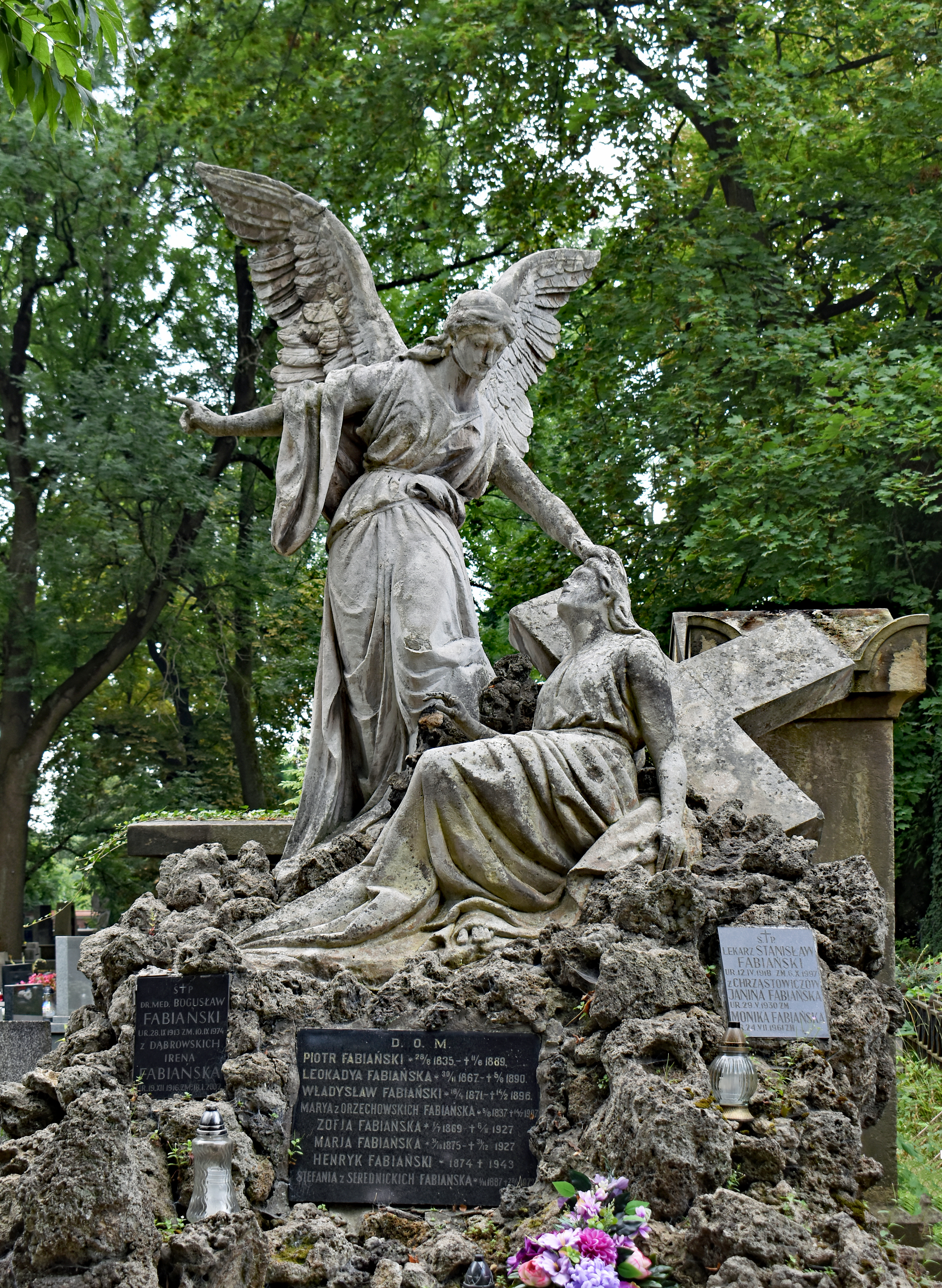
Cmentarz Rakowicki. „Anioł budzący zmarłą” grobowiec Fabiańskich (1893)
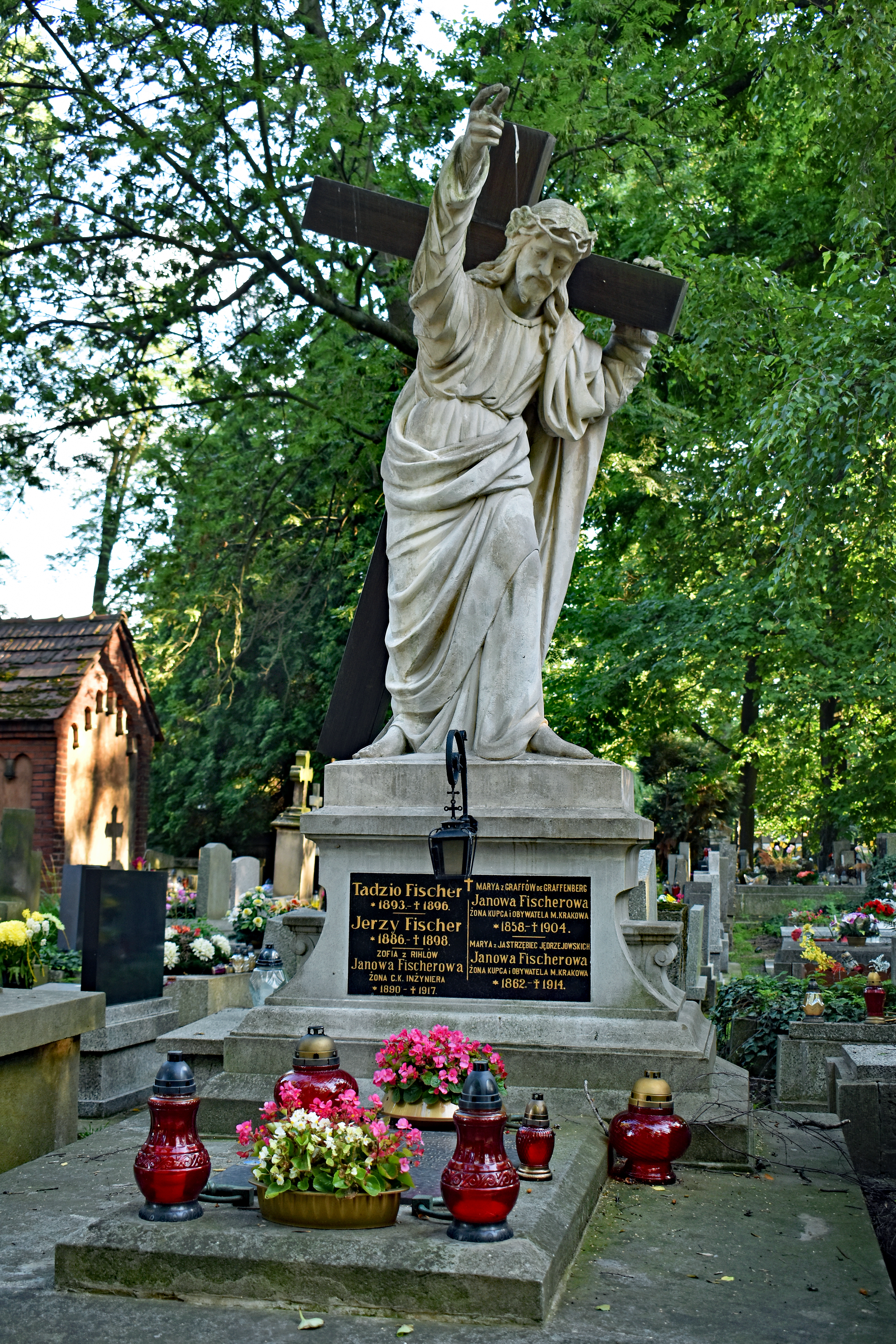
Cmentarz Rakowicki. Grobowiec Fischerów (1896).
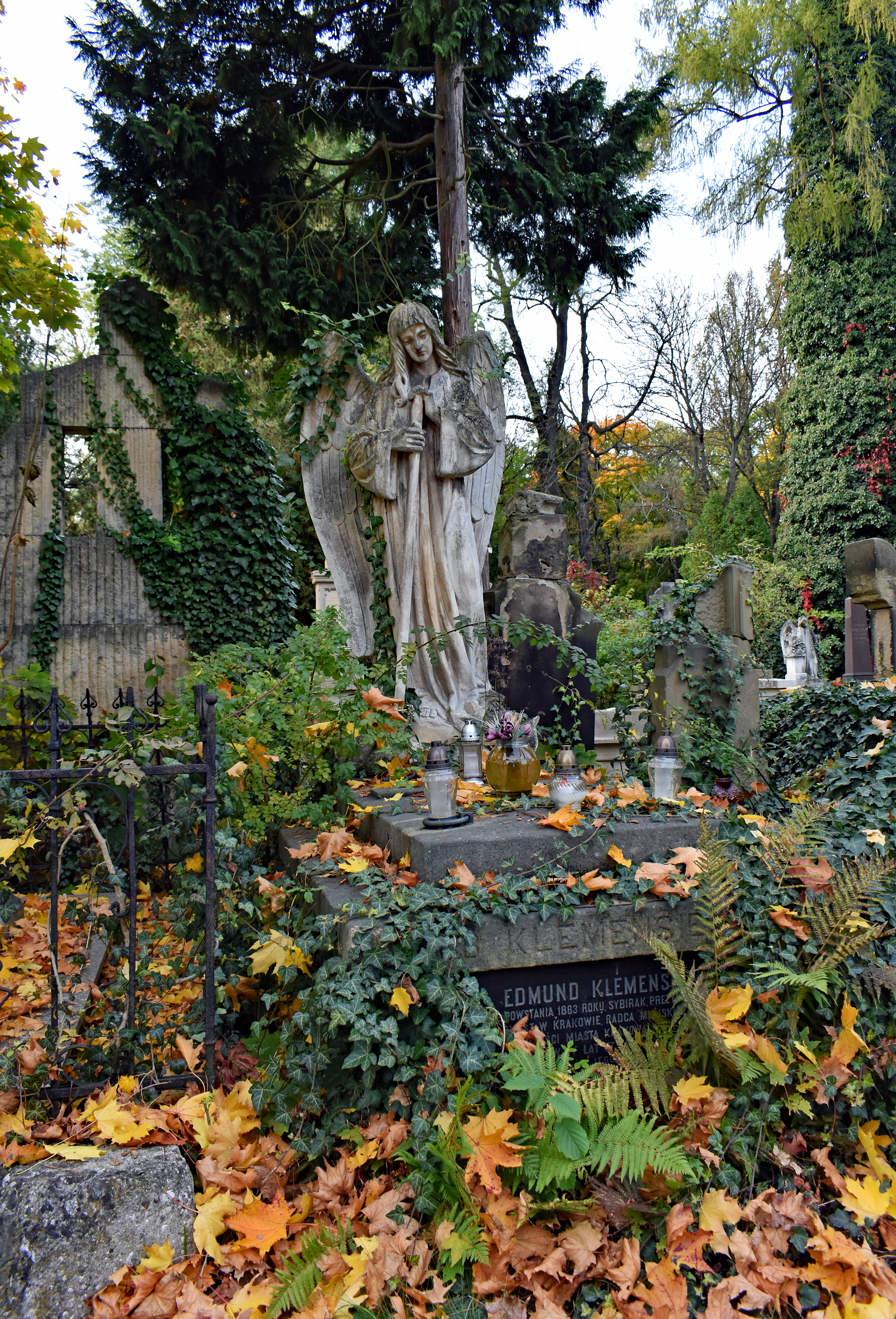
Cmentarz Rakowicki. Grób Edmunda Klemensiewicza (1908).
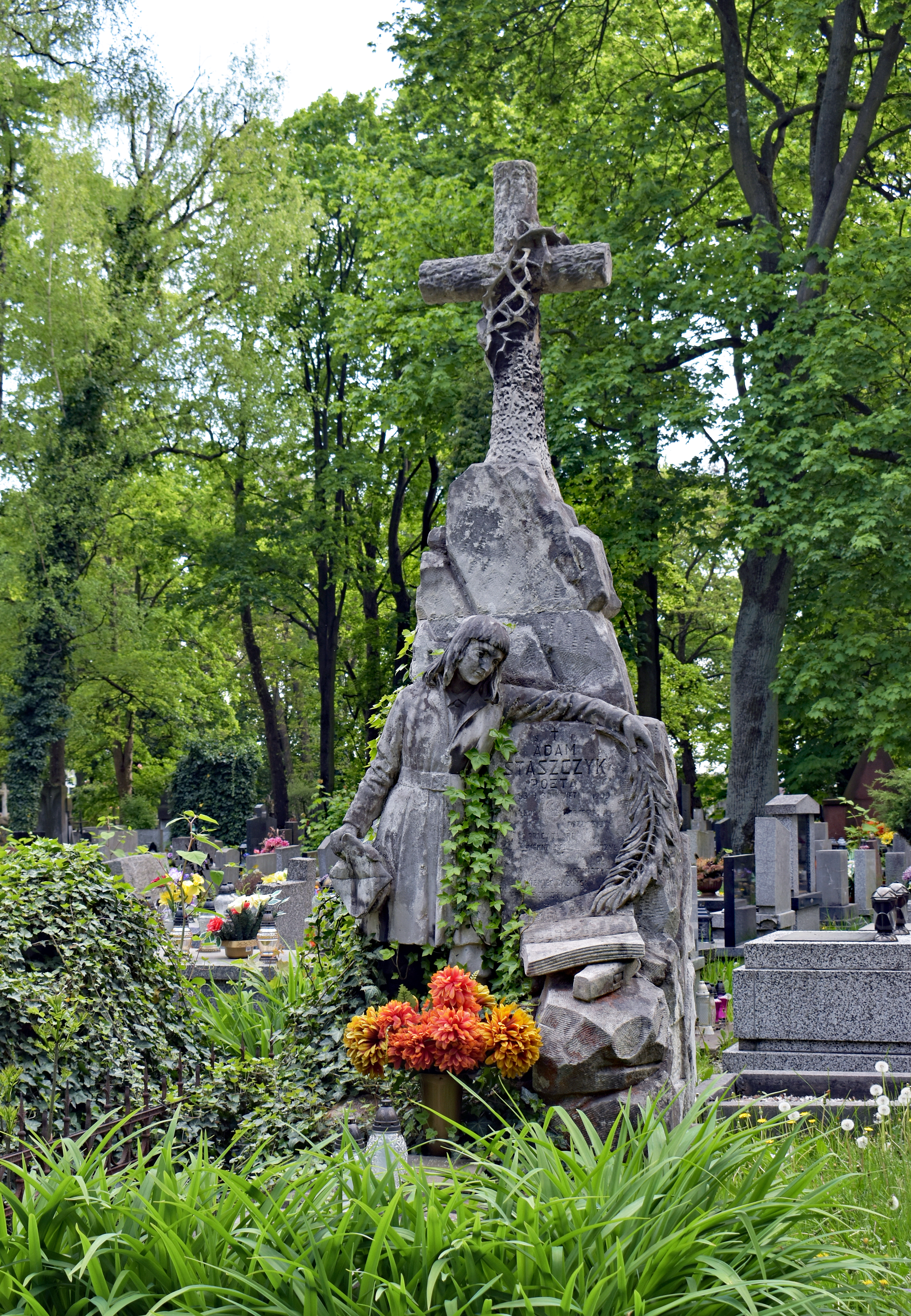
Cmentarz Rakowicki. „Krakowskie pacholę”, pomnik na grobie Adama Staszczyka (1909).
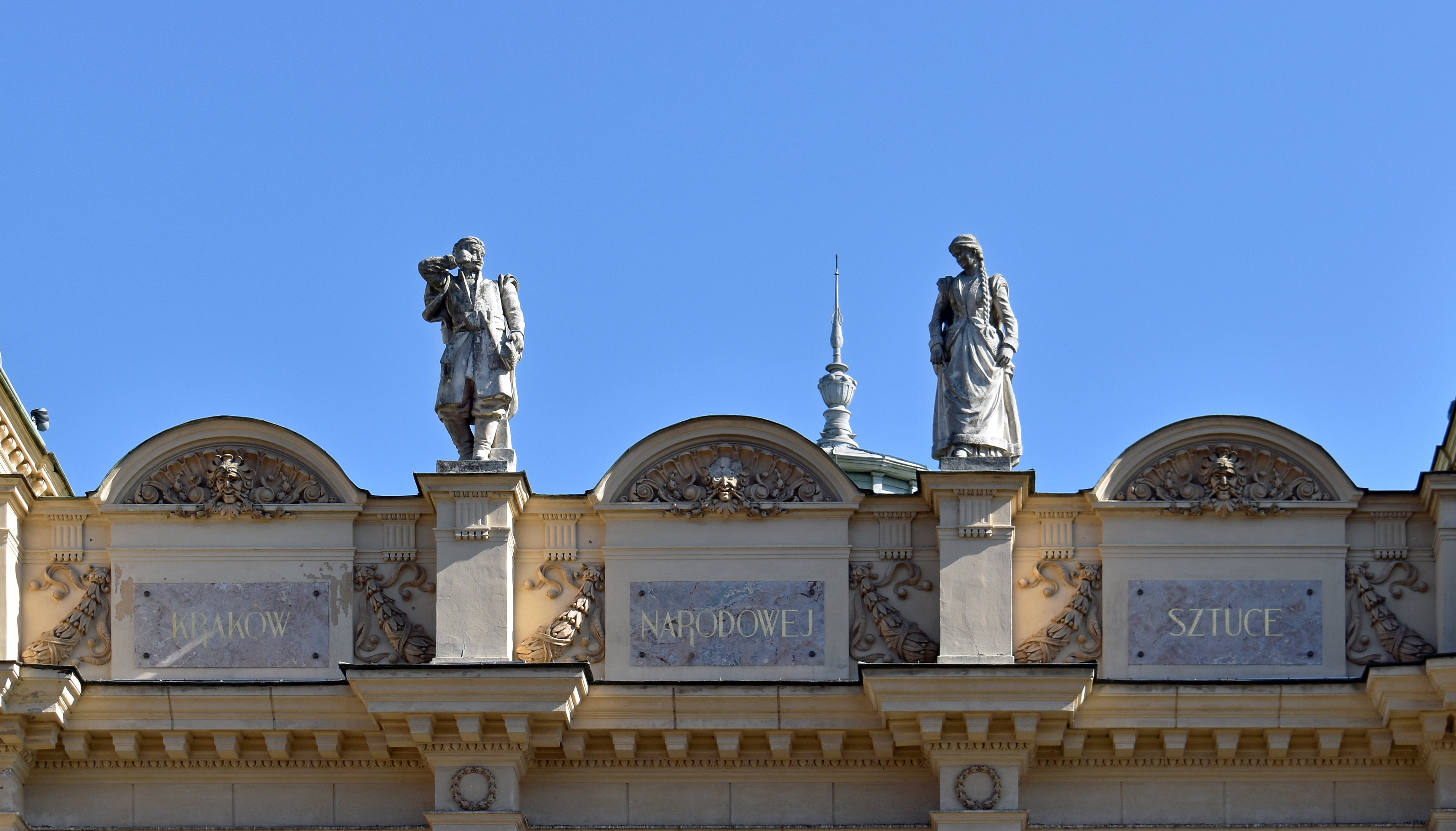
„Tadeusz i Zosia” albo „Poloneza czas zacząć”, Teatr Słowackiego szczyt fasady.